# Minato
Minato (港区, Minato-ku) é uma região especial da Metrópole de Tóquio, no Japão. No dia 1 de março de 2008, a sua população oficial era de 217.335 e a densidade era de 10.865 hab./km². Sua área total é de 20.34 km². Minato foi fundada em 1256.
Minato abriga 245 embaixadas e várias empresas, incluindo Honda, Mitsubishi Heavy Industries/Motors Corporation, NEC, Sony, Fujitsu, Toshiba e ZTE.

## Geografia
Minato está localizado ao sudoeste do Palácio Imperial, fazendo fronteira com as regiões de Chiyoda, Chūō, Kōtō (em Odaiba), Shinagawa, Shibuya, e Shinjuku.